# ブレレトン・ジョーンズ
ブレレトン・チャンドラー・ジョーンズ（英語：Brereton Chandler Jones、1939年6月27日 - 2023年9月18日）は、アメリカ合衆国の政治家、馬の育成農場主。現在（2014年）はケンタッキー州馬育成産業の為に院外陳情を行う団体のケンタッキー州馬教育プロジェクトの議長である。

## 概要
1939年6月27日にオハイオ州で誕生してウェストバージニア州で育ち、1964年にはウェストバージニア州の史上最年少下院議員になった。その2年後に下院の共和党院内総務に選ばれた。1968年、政界を離れ不動産業に注力するという決断をした。1970年にエリザベス・"リビー"・ロイドと結婚し、1972年にはケンタッキー州ウッドフォード郡にあるリビーの家族の農園、歴史あるエアドリー農園に移転した。そこでジョーンズは現在では世界に知られるサラブレッド農場であるエアドリー・スタッドを立ち上げた。ジョーンズはほとんど政界から離れたままだったが、1975年に所属政党を民主党に変え、ジョン・Y・ブラウン・ジュニア知事やマーサ・レイン・コリンズ知事から様々な理事や委員に指名された。
1987年にジョーンズは副知事選挙に出馬することを表明し、将来州知事になるための一里塚とすると考えていることを認めた。ジョーンズは当選したが、その4年間の任期を通じてウォレス・ウィルキンソン知事との関係がうまく行かなかった。1991年民主党予備選挙でウィルキンソン知事の妻であるマーサからの挑戦を退け、州知事に当選した（州憲法の規定により、ウィルキンソンは2期連続で州知事に就任できなかった）。連邦捜査局が行ったボップトロット作戦の後で、ジョーンズの発言によって州議会との関係に歪みを生じたが、州の役人が連続2期務めることができるようにする憲法修正などその政策の多くを成立させることができた（ジョーンズは自分を含めて現職役人を除外することで、憲法修正を通すことができた）。しかし、その最優先事項だった健康管理改革については一部しか達成できなかった。既往症のある者に保険を適用することを否定する慣習を除外するような、ジョーンズの提案の多くに議会は同意したが、全てのケンタッキー州民に国民皆保険を義務づけることは承認しなかった。ジョーンズはその任期が明けた後、ケンタッキー州馬教育プロジェクトを設立した。2003年に再度州知事選挙への出馬を検討したが、正式に候補になることは無かった。
2023年9月18日に死去。84歳没。

## 初期の経歴
1939年6月27日にオハイオ州ガリポリスで誕生した。家族はウェストバージニア州ポイントプレザントに住んでいたが、一番近い病院がガリポリスにあった。父はE・バートウ・ジョーンズ2世でありウェストバージニア州上院議員を2期務めていた。母はニドラ・ウィルヘルムであり、ブレレトンは6人兄弟の1人だった。ポイントプレザントの酪農農場で育った。
ポイントプレザントの公立学校では、アメリカンフットボールのスター選手だった。卒業生総代として高校を卒業した後、フットボール奨学生としてバージニア大学に入学し、オフェンシブ・エンドとディフェンシブ・エンドの双方でプレイした。1961年、商学で学士号を取得した。1学期はバージニア大学法学校で学んだが、ウェストバージニア州の故郷に戻って、不動産と建設の事業を始めた。
1964年にジョーンズは共和党員としてウェストバージニア州下院議員に選出され、その政歴が始まった。ウェストバージニア州の史上最年少の議員だった。1966年、下院で共和党の院内総務に選ばれた。1968年には特に対抗馬はいなかったが、下院議員の再選を求めないと宣言した。この決断をした背景には、州政治に腐敗が進んでいると認識したことがあった。
ウェストバージニア州下院議員を務めた後は、不動産業への注力を始め、ハンティントン市の直ぐ郊外に小さな馬農園を設立した。馬の事業について興味があったので、ケンタッキー州中央部にあるキーンランド競馬場に何度か足を運んだ。後にジョーンズの妻となるエリザベス・"リビー"・ロイドと出逢ったのもこの旅行の時であり、リビーは、元ケンタッキー州兵長官アーサー・ロイドの娘だった。ジョーンズとリビーは1970年に結婚し、ルーシーとブレットという2人の子供をもうけた。1972年にジョーンズ家はケンタッキー州ウッドフォード郡にあるリビーの子供時代の農園で、歴史あるエアドリー農園に移転した。ジョーンズは農園の一部を義父から借り、サラブレッド馬農園のエアドリー・スタッドを設立し、その馬で国際的な評価を得るようになった。この農園には1800年代にサラブレッド馬を育てていた歴史あるウッドバーン・スタッドの場所を含んでいた。ジョーンズがエアドリー・スタッドを作るまで、70年間以上も馬の飼育に使われていなかった。ジョーンズはケンタッキー州サラブレッド委員会の議長となり、ブリーダーズカップの財務長官も務めた。

## ケンタッキー州での政歴
1975年にジョーンズは民主党で有権者登録した。リチャード・ニクソンに幻滅したことと、ケンタッキー州予備選挙に参加する願望を表明していた。当時のケンタッキー州では、民主党が共和党を2対1の比率で上回っていた。ジョン・Y・ブラウン・ジュニア州知事がジョーンズをケンタッキー大学とチャンドラー医療センターの理事に指名した。1980年代半ばにジョーンズはケンタッキー州健康管理アクセス基金を設立し、貧窮線以下に陥ったが、メディケイドを受けられない人々が無料医療を受けられるようにした。マーサ・レイン・コリンズ知事がジョーンズをそのメディケイド・プログラム審査チームの議長をさせ、教育改革委員会の委員にも指名した。

### 副知事
1985年遅く、ジョーンズは1987年の選挙で副知事に立候補すると表明し、さらに将来州知事を務めたい為に副知事を狙うとも言った。ジョーンズは予備選挙で後のポール・パットン州知事と、現職検事総長で後のルイビルのデイビッド・L・アームストロング市長をしっかり破って公認を得た。州知事の予備選挙ではウォレス・ウィルキンソンが勝利し、ジョーンズを褒めて、もし州知事に当選すれば、ジョーンズをブルーリボン経済開発委員会の長にすると語った。ウィルキンソンとジョーンズは本選挙でも勝利した。ジョーンズは共和党候補のローレンス・R・ウェブスターを517,811 票対 186,321 票という大差で破った。
開票結果が発表されてから間も無くジョーンズは新聞に、マスコミとの対話を開くことについてウィルキンソンと話をしたと言ったとされていた。ウィルキンソンはそれまでマスコミとの対話を拒否することが多かった。ジョーンズは、ウィルキンソンの政治姿勢全てと合意はせず、彼の「イエスマン」にはならないとも発言した。これらの発言がウィルキンソンを怒らせ、その政権でジョーンズに活動的な役割を与えると約束したのを取り消すことになった。この両人は選挙戦中に使った金を取り戻そうとしたので、その関係がさらに悪化することになった。

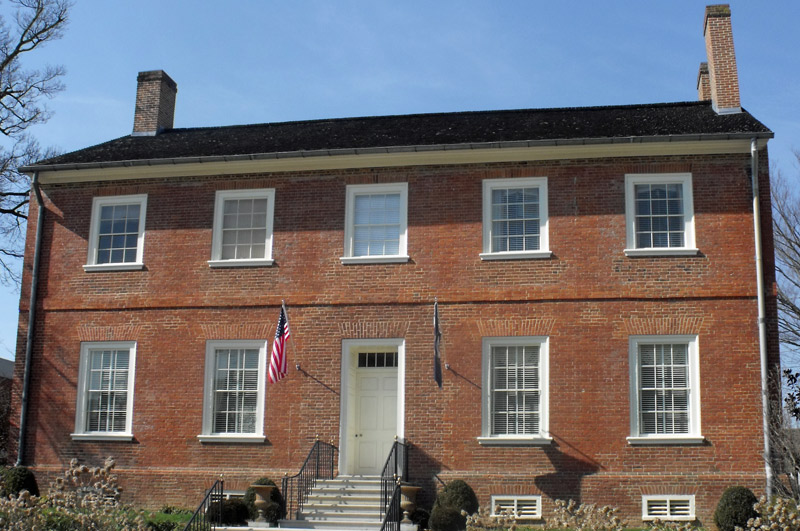
ケンタッキー州副知事公邸、ジョーンズはここに入居しないことにした

1988年の州議会で、ウィルキンソン州知事はケンタッキー州憲法に対する修正を提案した。それは現職を含めて州の選挙で選ばれる役人が、もう1期続けて就任できるようにするものだった。ジョーンズは上院の議長であり、そのような制度では、各党の予備選挙で過半数を得た候補者がいない場合に決選投票を行う規定を追加すべきと主張した。ウィルキンソンはその提案に反対し、この修正条項は上院で廃案になった。ウィルキンソンの提案した教育改革もこの会期では成立せず、ジョーンズは特別会期の議題にその計画を含める前に、議員の間でコンセンサスを得ておくべきだと提案した。ウィルキンソンは1989年1月にその考えに従った提案をした。1988年会期終了後、ウィルキンソンはジョーンズを裏切り者と呼び、連続就任に関する修正条項の成立を邪魔したと非難した。この2人は会期の後6か月間会おうとしなかった。
ジョーンズは副知事として家庭農場の保存と学制改革を提唱した。州内で生産された商品に「メイド・イン・ケンタッキー」と表示することなどの動きを賞賛された。さらに、州は副知事・州務長官・州財務官の役職を統合することで、年50万ドルを節約できると主張した。この手配により副知事には会期と会期の間に行う具体的な任務を与えることになり、役人がより高い役職を求めるべきか有権者が判断できる幅広い記録を提供できるとも主張した。ジョーンズの提案は憲法の修正を必要とするものであり、採用されることはなかった。ジョーンズはまた、副知事公邸に住まない道を選ぶことで、その警備保障に使われる州兵の数を減らし、また自分と妻のリビーに2台・州兵に5台・合計7台を宛てがわれている自家用車を無くすことで、年20万ドルを節約したとも主張した。

### 州知事
1991年にジョーンズは州知事選挙の全体で先頭を走った。ジョーンズとウィルキンソンの間の敵対関係が強かったので、ウィルキンソンの妻マーサが民主党予備選挙でジョーンズに対する挑戦者になった。しかし予備選挙投票日の18日前に撤退した。ジョーンズは選挙資金改革を訴え、予備選挙では18万4703票を得て1位になった。他の候補はスコッティ・ベイスラーが14万9352票、フロイド・プア博士が13万2060票、ゲイトウッド・ガルブレイスが2万5834票だった。
本選挙では共和党のラリー・ホプキンスと対戦した。ホプキンスはケンタッキー州第6選挙区から7期アメリカ合衆国下院議員に選ばれていた。1967年に共和党のルーイー・ナンが州知事に当選して以来共和党としては州知事を奪回する可能性の高い候補と見なされていた。しかし、ホプキンスの中傷選挙広告・記録に関する誤り・さらに不渡り小切手の出た下院スキャンダルに巻き込まれたことで、その可能性を消した。ジョーンズは54万468票対29万4542票で勝利し、その票差はケンタッキー州知事選挙で最大となった。
ジョーンズは「良き政府」の支持者であり、州知事として最初の行動は、その指名者の退職後の再就職を制限する行政命令を出したことだった。院外陳情者の活動を制限し、裕福な候補者の利点を消す選挙資金改革を実施するなど、国内でも最大級に厳格な倫理法を成立させた。1992年に成立したいわゆる「受託者法」は、大学の理事会に指名された者すべてに独立した審査を行うこととした。ジョーンズは後にこの法の規定を使って、ケンタッキー大学理事会から元知事のウィルキンソンを解任した。これらの改革にも拘らず、ジョーンズは倫理の番人から批判を受けた。エアドリー・スタッドに関連して共同経営者や仲間を同定するものを公開することを要求する法が無く、場外勝馬投票券発売所を規定し、その利益の幾らかが勝ち馬のブリーダーにも分けられることを認めた1992年の法に拠って農園が恩恵を受けていたからだった。
ジョーンズが知事に就任したとき、ケンタッキー州は4億ドルの歳出超過となっていた。ジョーンズは当選後直ぐに、州政府を合理化する方法を研究するために品質効率委員会を創設した。ジョーンズが推薦し法制化したものには、州債を低利率で借り直すこと、州の従業員を2,000人削減すること（大半は自然減）、税のインセンティブによって地方経済成長を加速させることがあった。知事の任期が終わるときには、3億ドルの歳入超過に回復していた。
ジョーンズ政権の初年、他に5人の者とヘリコプターでフランクフォートからフォートノックスに移動しているときに、尾部ローターの翼が折れて、シェルビー郡で墜落した。パイロットがヘリコプターを木の上に誘導し、墜落の衝撃を和らげることができた。死者は出なかったが、ジョーンズは激しい腰部捻挫と、腎臓を打撲した。国家運輸安全委員会は後にパイロットと副パイロットが尾部ローター翼を止めるエンジンカバーを適切に装着していなかったと結論づけた。両パイロット共に悪いことはしていないと主張し、ジョーンズはヘリコプターの乗客が助かったことで彼らの責を問わなかった。
仲間である民主党がケンタッキー州議会の3分の2を支配していたが、ジョーンズは議会との協力関係を良くしようとすることはなかった。これは現職元職あわせて15人の議員を有罪にしたボップトロット作戦捜査の後で、ジョーンズが発言した内容も一部原因があった。ジョーンズはこの捜査を「浄化作用」と呼び、議員はこれに否定的に反応し、ジョーンズは彼らのうえに「高台」を占めようとしていると主張した。ジョーンズの発言に続いて、州上院議長のジョン・"エック"・ローズがジョーンズの激しい政敵になった。それでもジョーンズはその任期中に優先事項の多くを法制化することができた。
ジョーンズの知事としての最優先事項は健康管理改革だった。健康管理改革を研究する委員2人を指名し、1993年5月、国民皆保険を検討させるために特別会期を招集した。この会期で成立した唯一のものは、健康管理提供者に暫定課税することだった。議会は次の定期議会で法案が通せるように動くことにも合意した。1994年3月2日、ケンタッキー州下院が国民皆保険を含まない健康管理改革法案を通した。これに怒ったジョーンズはこの法案に反対する運動を始めたが、上院も3月22日に一部改訂した法案を通した。
両院はその法案の違いを調整するために動き、1994年4月1日、通常会期最後の日に上院が妥協案を通したが、下院が手続き動議でそれを廃案にした。4月15日、議会が知事の拒否権を覆すために取っておいた会期最終日に、健康管理法が再提案され、議会両院を通過した。その後ジョーンズは態度を反転させ、それに署名した。この法案に含まれた改革の中には、全ての会社の政策を均一にする仕組みと、料率増を規制する健康政策委員会の創設があった。保険会社は既往症のために適用範囲を否定できないことと、労働者は転職後にもその保険を維持できることが確保された。
ジョーンズはケンタッキー州憲法を修正し、知事職に大きな変更を加えた。修正憲法の規定では、現職州知事が州を離れたときに副知事は州知事代行とならなくなった。知事と副知事の候補は別々の選挙ではなく2人1組の組み合わせで選ばれることになった。しかしその修正の中心は、知事達が2期連続で就任できない規定を外したことだった。それまでの州憲法では、現職が次の連続した任期を求めることを禁じていた。新しい修正憲法では現職知事が再度就任することを可能にした。再選修正条項は、ジョン・Y・ブラウン・ジュニア、とウォレス・ウィルキンソン各知事の政権で提案され、成立させられなかったが、ジョーンズはブラウンやウィルキンソンとは異なり、再選を求められる者に自分を含めて現職を除外したので、成立させることができた。ジョーンズの任期中に成立した別の法により、党の予備選挙で過半数を得た候補が出なかった場合に、決選投票を要求することになった。ジョーンズの後任知事3人の予備選挙は全てこの法が有効な時だったので、決選投票を通過してきた。
ジョーンズのその他の業績には、シートベルト強制法、州立公園体系への予算増額、州相続税の段階的廃止があった。州の消費税、所得税、法人税、石炭税、環境税、資産税からの税収を用いて州として史上最大の準備信託基金も設立した。州職員として少数民族出身者を7.4%雇用することという目標を超え、前政権が採用したよりも3倍のアフリカ系アメリカ人を指名した。前任者よりも多くの女性を州の役職に指名しており、その中にはケンタッキー州最高裁判所では初の女性判事となるサラ・コームズがいた。

## その後の人生
ジョーンズは知事の任期が明けると、エアドリー・スタッドに引退した。コモンウェルス・ブロードキャスティングを始め、ケンタッキー州とテネシー州のラジオ局やテレビ局数局を共同経営者と共に買収した。選挙資金改革と健康管理改革の公的提唱者であり続け、公立学校にモーセの十戒を掲示する運動の支持者である。
ジョーンズは2003年の州知事選に出馬すると公言していたが、実際に出ることはなかった。2004年、ケンタッキー州の馬育成産業について大衆を教育し、馬に優しい法制のために院外陳情を行う団体のケンタッキー州馬教育プロジェクトを設立した。現在はその議長である。